# Дмитрієвка (Мраковська сільська рада)
Дми́трієвка (рос. Дмитриевка, башк. Дмириевка) — присілок у складі Гафурійського району Башкортостану, Росія. Входить до складу Мраковської сільської ради.
Населення — 67 осіб (2010; 61  в 2002).
Національний склад:
- росіяни — 51%